# Nosavana laosensis
Nosavana laosensis är en skalbaggsart som först beskrevs av Stefan von Breuning 1963.  Nosavana laosensis ingår i släktet Nosavana och familjen långhorningar.
Artens utbredningsområde är Laos. Inga underarter finns listade i Catalogue of Life.